# Садчиков, Дмитрий Владимирович
Дмитрий Владимирович Садчиков (12 сентября 1950, СССР — 10 января 2019, Саратов, Россия) — советский и российский анестезиолог и реаниматолог, доктор медицинских наук, профессор Саратовского государственного медицинского университета, заслуженный врач Российской Федерации, заслуженный деятель науки Российской Федерации.

## Биография
Дмитрий Владимирович родился 12 сентября 1950 года в поселке Рабочий Краснопартизанского района Саратовской области.
Окончил лечебный факультет Саратовского медицинского института, затем обучался в интернатуре по специальности «Хирургия», а далее — в аспирантуре кафедры военно-полевой хирургии института.
В 1979 г. защитил кандидатскую диссертацию «Нарушения газообмена и их коррекция в условиях длительной однолегочной вентиляции при операциях на легких», по специальности «Анестезиология и реаниматология». Научные руководители — полковник медицинской службы, профессор В. Р. Ермолаев и подполковник медицинской службы, доцент В. А. Орешников из Первого Московского медицинского института имени И. М. Сеченова.
В 1978—1985 гг. Садчиков работал ассистентом, а затем до 1988 г. — доцентом кафедры анестезиологии и реаниматологии Саратовского медицинского института.
В 1983—1984 гг. он обучался и окончил с отличием факультет «Зарубежное здравоохранение» Центрального ордена Ленина института усовершенствования врачей в Москве.
С 1985 г. Дмитрий Владимирович заведовал курсом анестезиологии и реаниматологии факультета усовершенствования врачей Саратовского медицинского института (в 1989 г. данный факультет был преобразован в кафедру скорой медицинской помощи и реанимации факультета усовершенствования врачей, а затем в 2002 г. переименован в кафедру скорой медицинской и анестезиолого-реанимационной помощи ФПК и ППС.
С 1986 по 2016 гг. он являлся главным внештатным специалистом анестезиологом-реаниматологом Саратовской области.
В 1988 г. во Всесоюзном научном центре хирургии Академии Медицинских Наук СССР Садчиков защитил докторскую диссертацию «Острая дыхательная недостаточность при инфекционно-токсическом шоке (клинико-экспериментальное исследование)».
В 1990 г. Дмитрию Владимировичу присваивается звание профессора, в том же году он избирается на должность заведующего кафедрой скорой медицинской и анестезиолого-реанимационной помощи ФПК и ППС.
С 2010 г. до конца жизни Дмитрий Владимирович заведовал кафедрой скорой, неотложной и анестезиолого-реанимационной помощи.
Скончался 10 января 2019 года, во время лекции в аудитории своего родного университета.

## Профессиональная и научная деятельность
Профессор Дмитрий Владимирович Садчиков — автор более 300 научных работ, создавший новое направление в анестезиологии-реаниматологии, заключающееся в изучении гуморальных механизмов формирования критических состояний в различных отраслях современной медицины — хирургии, нейрохирургии, акушерстве и гинекологии, терапии. Использование данного направления в медицине позволило подойти с принципиально новых позиций к проведению как интенсивной терапии, так и замещению жизненно важных функций у больных в тяжелом состоянии.
Областью научных интересов Садчикова были типовые патологические процессы критических состояний, изучавшиеся им на основе концепции нервизма и функционального системного подхода. Он занимался проблемами причинности в системе множественных острых дисфункций и дисфункцией функциональной системы газообмена, современными методами оценки связанности и синхронизованности элементов вегетативных функциональных систем организма применительно к диагностике и выбору тактики лечения больных в критическом состоянии. Он также интересовался организацией анестезиолого-реанимационной службы, непрерывного медицинского образования в анестезиологии и реаниматологии, инновациями в высшем медицинском образовании, ошибки и осложнения анестезии и реанимации.
Благодаря научному руководству профессора Садчикова были защищены 21 диссертация на соискание ученой степени кандидата медицинских наук и 6 диссертаций на соискание ученой степени доктора, по специальности «Анестезиология и реаниматология».

## Членство в профессиональных организациях
- член правления, почетный член Федерации анестезиологов и реаниматологов[7]
- президент Ассоциации анестезиологов-реаниматологов Саратовской области
- член президиума Ученого совета СГМУ
- академик Российской Академии Естествознания[8]
- член редакционных советов журналов РФ по специальности «Анестезиология и реаниматология» — «Общая реаниматология» и «Вестник интенсивной терапии»[9]

## Награды
- почетное звание «Заслуженный врач РФ»[10]
- почетное звание «Заслуженный деятель науки Российской Федерации»
- нагрудный знак «Отличнику здравоохранения»